# Generation X (banda)
Generation X fue un grupo británico de punk rock formado el 21 de noviembre de 1976 por Billy Idol (alias. William Broad), Tony James y John Towe.

## Historia
El grupo se formó a partir de otro anterior, Chelsea, con Gene October en voz, pero pronto dejaron afuera a October y cambiaron su nombre a Generation X (basándose en el libro del mismo nombre por Jane Deverson, editado en 1960). Idol pasó entonces de tocar guitarra a cantar y Bob "Derwood" Andrews se unió como guitarra líder. Tocaron en vivo por primera vez el 21 de diciembre de 1976 en The Roxy (siendo el primer grupo en tocar en aquel lugar).
Más adelante, Towe sería reemplazado por el baterista Mark Laff, completando así la "formación original" antes de que la banda firmara con Chrysalis Records y lanzara su primer sencillo, "Your Generation" en septiembre de 1977. Esta formación se mantendría durante sus primeros dos álbumes, el auto-titulado Generation X (1977) y Valley Of The Dolls (1979).
Mientras grababan lo que sería su tercer álbum, Sweet Revenge (lanzado décadas después como Anthology), el grupo inició acciones legales en contra de su mánager, viéndose pospuesta cualquier posibilidad de terminar de grabar el álbum o lanzar lo que ya había sido grabado. El grupo encontró entonces un nuevo mánager, Bill Aucoin, que más tarde manejaría a Kiss.
En 1980, Andrews y Laff dejaron el grupo (para más tarde formar el grupo de post-punk, Empire), y serían reemplazados por Terry Chimes, exbaterista de The Clash y Cowboys International, y el exguitarrista de Chelsea, James Stevenson.
La banda intentó por última vez, regrabando material de Sweet Revenge, así como varias otras canciones nuevas. Con este último lanzamiento, Kiss Me Deadly (1981), el grupo abrevió su nombre a Gen X. Cuando su último sencillo "Dancing With Myself" no logró triunfar en los rankings del Reino Unido el grupo se separó.

## Después de Generation X
Unos años después de la separación, Idol se mudó a los Estados Unidos, donde se convertiría en una famosa estrella de pop. Tony James formó Sigue Sigue Sputnik y luego integró varias bandas como The Sisters of Mercy y Carbon/Silicon.

## Discografía

### Álbumes
- Generation X, 1978
- Valley Of The Dolls, 1979
- Sweet Revenge, 1979 inédito hasta 2003
- Kiss Me Deadly, 1981 (como "Gen X")

### 7" singles
- "Your Generation" b/w "Day By Day", 1977 UK #36
- "Wild Youth" b/w "Wild Dub", 1977
- "Ready Steady Go" b/w "No No No", 1978 UK #47
- "King Rocker" b/w "Gimme Some Truth", 1978 UK #11
- "Valley Of The Dolls" b/w "Shakin' All Over", 1979 UK #23
- "Friday's Angels" b/w "Trying for Kicks"/"This Heat", 1979 UK #62
- "Dancing With Myself" b/w "Ugly Rash", 1980 (as "Gen X") UK #60

### 12" singles/EP
- "Dancing With Myself" b/w "Loopy Dub"/"Ugly Dub", UK, 1980 (as "Gen X")
- "Dancing With Myself EP", UK, 1981 (as "Gen X")
  - "Dancing With Myself"
  - "Untouchables"
  - "Rock On"
  - "King Rocker"
- "Dancing With Myself" b/w "Hubble, Bubble, Toil and Dubble", US, 1981 (as "Gen X")

### Compilados
- Perfect Hits 1975-81, 1985
- Radio 1 Sessions, 2002
- Anthology, 2003
- BBC Live: One Hundred Punks, 2003
- Live, 2005